# Jelske Snoeck
Jelske Snoeck (* 7. August 1990) ist eine belgische Badmintonspielerin. 

## Karriere
Jelske Snoeck gewann 2006 Silber bei den nationalen Titelkämpfen im Mixed und 2007 Silber im Damendoppel. 2008 wurde sie Vizemeisterin bei den belgischen Juniorenmeisterschaften im Damendoppel. Ein Jahr später gewann sie dort sowohl die Einzel- als auch die Doppelkonkurrenz. 2010 wurde sie flämische Meisterin im Damendoppel und ebenfalls erstmals nationale Titelträgerin im Doppel mit Janne Elst. Beide starteten gemeinsam auch bei der Weltmeisterschaft des letztgenannten Jahres, schieden dort jedoch schon in der ersten Runde aus.